# Bisallardiana antoinei
Bisallardiana antoinei är en skalbaggsart som beskrevs av Allard 1995. Bisallardiana antoinei ingår i släktet Bisallardiana och familjen Cetoniidae. Inga underarter finns listade.